# St. Charles (Dacota do Sul)
St. Charles é uma Região censo-designada localizada no estado americano de Dacota do Sul, no Condado de Gregory.

## Demografia
Segundo o censo americano de 2000, a sua população era de 19 habitantes.

## Geografia
De acordo com o United States Census Bureau tem uma área de
0,5 km², dos quais 0,5 km² cobertos por terra e 0,0 km² cobertos por água.

## Localidades na vizinhança
O diagrama seguinte representa as localidades num raio de 28 km ao redor de St. Charles.